# Irgalmas Boldogaszony-templom (Havanna)
Az Irgalmas Boldogasszony-templom (Iglesia de Nuestra Señora de la Merced) Havanna egyik óvárosi barokk temploma, a Calle Cuba és a Calle de la Merced sarkán.

## Története
A templom és konvent építését Gerónimo Alfaro irgalmasrendi szerzetes szorgalmazására kezdték el az 1630-as években. Állítólag az első kétszáz évben csak a homlokzat és a pulpitus közötti rész készült el, valamint az egyszerű kolostorépület. 1820-ban az irgalmasok elhagyták az épületet. 1834-ben a kormányzat a vámárut raktározta benne, majd átadta a Szent Pál Apostol Misszionárius Társaságnak. A templomot 1865-1867 között átépítették, tulajdonképpen befejezték.
Az épületet 1867. január 31-én szentelték fel, és hamar népszerű imahellyé, házassági helyszínné vált a kubaiak körében. Különlegessége az a kontraszt, amely a homlokzat szigorúsága és a mennyezet könnyedsége között van. A templom kívülről komor, nincs tornya, hiányzik belőle minden játékosság. A háromhajós épületet viszont kupola koronázza, belsejét az olasz templomokat, elsősorban a Szent Péter-bazilikát idézve díszítették ki freskókkal, festett boltívekkel és táblaképekkel. A freskók és képek a 19. század utolsó negyedében kerültek a helyükre.
Szobra van a főoltár közelében Illés prófétának és Szent Dimásznak. Oszlopai vastagok, ívei azonban kecsesek, mennyezete világos; az épület mindazonáltal elhanyagolt. A két mellékhajó egy-egy kápolnában végződik. Az egyiket a Szentléleknek, a másikat a Lourdes-i Szeplőtlen Szűznek szentelték. Utóbbi képeit két kubai művész, Didier Petit és Esteban Chartrand festették. A főoltáron Szűz Mária szobra látható, amelyhez néhány lépcsőfok visz fel. A templomhoz kapcsolódó kolostor kerengője szép kertet zár körbe.
A templom ma az afrikai joruba és a római katolikus vallást ötvöző santería kultusz találkozóhelye. A katolikus hívők minden szeptember 24-én, Irgalmas Szűzanya ünnepén fehérbe öltözve mennek misére.